# Chuyến bay 653 của Malaysian Airline System

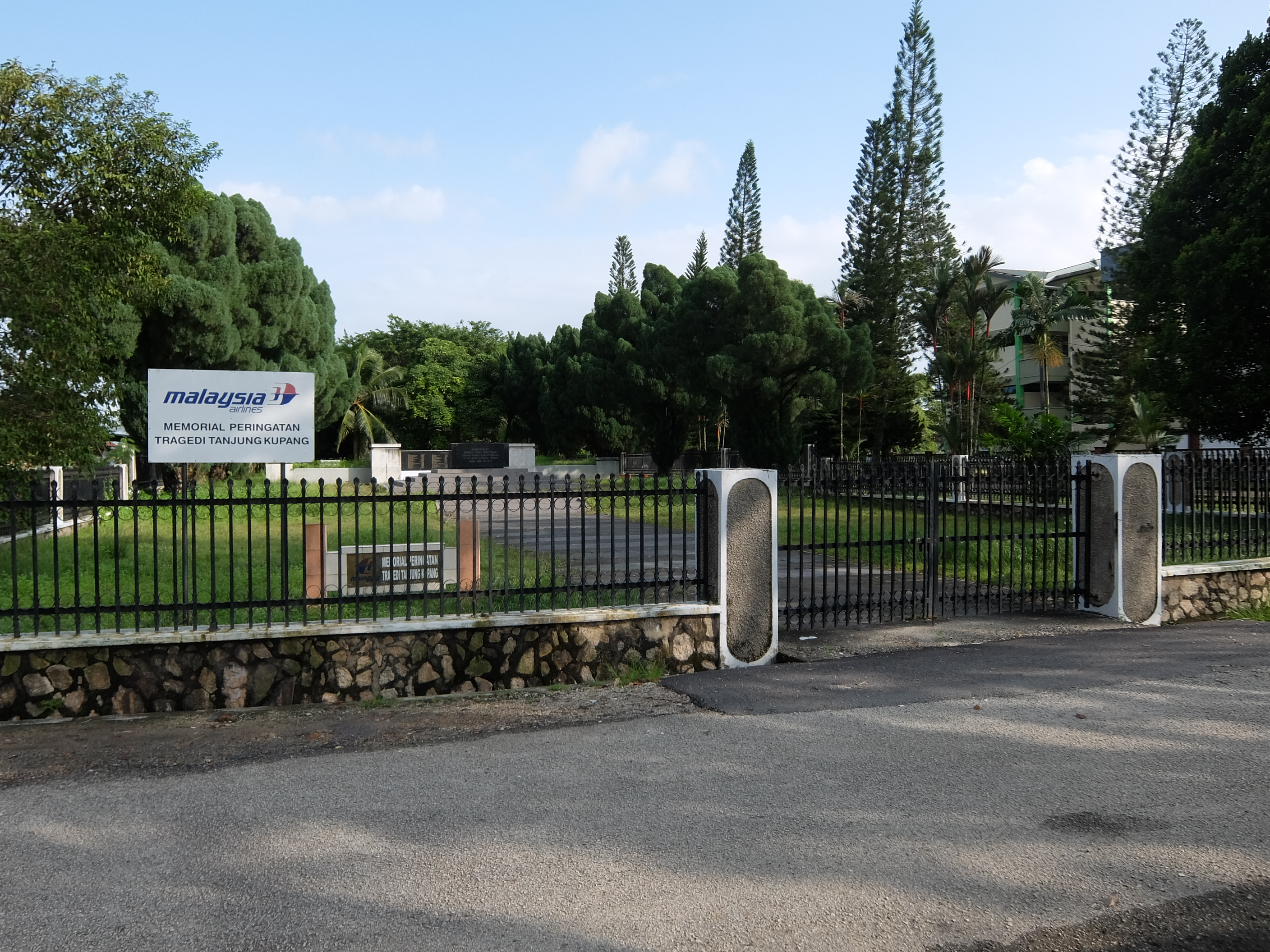
Đài tưởng niệm bi kịch Tanjung Kupang ở Johor Bahru, Johor.

Chuyến bay 653 của Malaysian Airline System (MH653) là một chuyến bay nội địa theo lịch trình từ Penang đến Kuala Lumpur ở Malaysia, do Malaysian Airline System (MAS) khai thác. Vào tối ngày 4 tháng 12 năm 1977, chiếc máy bay Boeing 737-200 bay dịch vụ đã rơi tại Tanjung Kupang, Johor, Malaysia, trong lúc đang bị không tặc chuyển hướng đến Singapore. Đây là vụ tai nạn hàng không gây tử vong đầu tiên đối với Malaysia Airlines (tên tuổi của hãng hàng không này), với tất cả 93 hành khách và 7 phi hành đoàn thiệt mạng. Đây cũng là thảm họa hàng không chết chóc nhất xảy ra tại Malaysia. Chuyến bay rõ ràng đã bị cướp ngay khi nó đạt đến độ cao bay hành trình. Hoàn cảnh xảy ra cả vụ cướp lẫn vụ tai nạn tiếp theo vẫn chưa được giải quyết cho đến nay.

## Máy bay
Loại máy bay liên quan là một chiếc Boeing 737-2H6 được đăng bạ 9M-MBD. Chiếc phi cơ được chuyển giao mới cho MAS vào tháng 9 năm 1972 với đăng bạ 9M-AQO.

## Chuỗi sự kiện
Chuyến bay 653 khởi hành từ Đường băng 22 tại Sân bay Quốc tế Penang lúc 19:21, đến Sân bay Subang, Kuala Lumpur (nay là Sân bay Sultan Abdul Aziz Shah).
Cơ trưởng GK Ganjoor và Sĩ quan nhất Karamuzaman Jali đang chuẩn bị hạ cánh lúc 19:54 khi đang ở độ cao 4.000 foot (1.200 m) trên bầu trời Batu Arang, hạ cánh về phía Đường băng 33, Sân bay Subang, đoạn phi hành đoàn báo cáo với Tháp Subang rằng một không tặc chưa xác định "đã ở trên máy bay" sau khi buồng lái bị ai đó đập cửa. Sau đó, các phi công buộc phải cắt đứt mọi liên lạc do nhóm không tặc bất ngờ xông vào buồng lái. Tháp không lưu ngay lập tức thông báo cho các nhà chức trách, những người mà đã chuẩn bị khẩn cấp tại sân bay.
Vài phút sau, phi hành đoàn phát thanh: "Chúng tôi đang bay đến Singapore. Chúc ngủ ngon." Từ vài phút cuối của đoạn băng bộ ghi âm buồng lái, các nhà điều tra đã nghe thấy cuộc trò chuyện giữa phi công với bọn không tặc, về việc máy bay sẽ hết nhiên liệu trước khi có thể đến Singapore, sau đó là một loạt tiếng súng. Họ kết luận rằng cả phi công và phi công phụ đều đã bị không tặc bắn chết, khiến máy bay "mất kiểm soát một cách chuyên nghiệp". Đến 20h15, mọi thông tin liên lạc với máy bay bị mất. Vào lúc 20:36, người dân Kampong Ladang, Tanjung Kupang ở Johor cho biết họ đã nghe thấy tiếng nổ và nhìn thấy đống đổ nát đang bốc cháy trong một đầm lầy. Các mảnh vỡ được tìm thấy sau đó được xác định là của chuyến bay này; chiếc máy bay đã chạm đất ở một góc gần thẳng đứng với tốc độ cực cao. Không một ai sống sót.

Tên của các hành khách và phi hành đoàn tại Đài tưởng niệm Tanjung Kupang

## Điều tra và hậu quả
Toàn bộ tình huống của vụ không tặc và tai nạn không bao giờ được giải quyết. Tuy nhiên, các quan chức sân bay tại Kuala Lumpur cho biết: các phi công xấu số đã phát thanh rằng, chính thành viên của Hồng quân Nhật Bản đã cướp máy bay. Vào năm 1996, khi đưa tin về vụ không tặc và tai nạn Chuyến bay 961 của Hãng hàng không Ethiopian, các phóng viên CNN đã viết rằng những kẻ không tặc trên thực tế cũng đã được xác định là thành viên Hồng quân, tuy nhiên tin này lại chưa được xác nhận. Tất cả các hài cốt được tìm thấy đều được chụp X-quang, trong nỗ lực để tìm ra bằng chứng về một loại đạn hoặc vũ khí, nhưng người ta không thấy bằng chứng nào. Hài cốt của các nạn nhân cuối cùng được chôn cất tập thể.
Sau sự cố, Đơn vị An ninh Hàng không thuộc Bộ phận Tiêu chuẩn Sân bay trực thuộc Cục Hàng không Dân dụng Malaysia đã được thành lập.

## Hành khách và phi hành đoàn
Các hành khách trên chuyến bay bao gồm: Bộ trưởng Nông nghiệp Malaysia, Dato 'Ali Haji Ahmad; Trưởng phòng Công chính, Dato 'Mahfuz Khalid; và Đại sứ Cuba tại Nhật, Mario García Incháustegui.
| Quốc tịch      | Hành khách | Phi hành đoàn | Tổng |
| -------------- | ---------- | ------------- | ---- |
| Malaysia       | 67         | 6             | 73   |
| Vương quốc Anh | 5          | 0             | 5    |
| Tây Đức        | 4          | 0             | 4    |
| Úc             | 3          | 0             | 3    |
| Ấn Độ          | 2          | 1             | 3    |
| Indonesia      | 3          | 0             | 3    |
| Cuba           | 2          | 0             | 2    |
| Afghanistan    | 1          | 0             | 1    |
| Canada         | 1          | 0             | 1    |
| Nhật Bản       | 1          | 0             | 1    |
| Hy Lạp         | 1          | 0             | 1    |
| Singapore      | 1          | 0             | 1    |
| Thái Lan       | 1          | 0             | 1    |
| Hoa Kỳ         | 1          | 0             | 1    |
| Tổng           | 93         | 7             | 100  |